# Naruto: Ultimate Ninja
Naruto: Ultimate Ninja (NARUTO-ナルト-ナルティメットシリーズ, Naruto: Narutimetto Shirīzu) est un jeu vidéo de combat, basé sur le manga Naruto par Masashi Kishimoto, développé par Bandai. Il a été édité sur PlayStation 2 par Atari Inc. en 2003 au Japon, puis en 2006 dans le reste du monde. Il s'agit du jeu adapté de ce manga sorti en France.
Le jeu propose un mode histoire de style arcade. Bien que le jeu couvre vaguement les événements du manga original depuis la premier partie de l'histoire jusqu’à l’invasion de Konoha, les douze histoires du jeu sont conçues pour représenter les événements du point de vue de différents personnages et, par conséquent, certains d’entre eux restent différents de la source originale. (comme Neji déclaré vainqueur de son combat avec Naruto). Le jeu a été apprécié pour ses décors à la « manga ».
Il a été suivi de quatre autres titres pour la PlayStation 2, ainsi qu'un cinquième pour la PSP et un titre de suivi pour la PlayStation 3 intitulé Naruto: Ultimate Ninja Storm. En tant que série exclusive à la famille de systèmes PlayStation, la série est également présente sur les appareils Xbox depuis la sortie de Naruto Shippuden: Ultimate Ninja Storm 2 sur Xbox 360.

## Trame

### Synopsis
Naruto: Ultimate Ninja ne propose pas une histoire propre au jeu, mais se contente d'un « scénario » pour chaque personnage du jeu (sauf Kyubi Naruto et Sasuke maudit). Chaque scénario est en fait une succession de combats (6 par scénarios, à l'exception de Haku et Zabuza où le nombre de combat est de 4) entrecoupés par dialogues. Ceux-ci reprennent, pour leur grande majorité, l'histoire du manga.

### Personnages
1. Naruto Uzumaki (personnage de départ)
2. Sasuke Uchiha (personnage de départ)
3. Rock Lee (personnage de départ)
4. Kakashi Hatake (personnage de départ)
5. Sakura Haruno (personnage de départ)
6. Shikamaru Nara (personnage de départ)
7. Neji Hyûga (après avoir accompli une Saga)
8. Hinata Hyûga (après avoir accompli la Saga de Neji)
9. Haku (après avoir accompli la Saga d'Hinata)
10. Zabuza Momochi (après avoir accompli la Saga de Haku)
11. Gaara (après avoir accompli la Saga de Zabuza)
12. Orochimaru (après avoir accompli la Saga de Gaara)
13. Naruto Kyuubi (après avoir effectué toutes les missions de rang B)
14. Sasuke Maudit (après être passé au rang de Chûnin)

## Système de jeu
Le joueur contrôle l’un des personnages de l’anime et du manga Naruto. Le but simple est de combattre le personnage adverse et de gagner en réduisant son état de santé à zéro. En plus des diverses armes disponibles pour les personnages, leurs diverses capacités spéciales sont directement issues de la série (Rasengan de Naruto Uzumaki). Pour utiliser ces attaques, cependant, le joueur doit avoir le chakra requis, comme indiqué par les barres de chakra situées sous la santé du joueur. L'utilisation de cette technique draine la barre de chakra (qui peut être récupérée par diverses méthodes, y compris des méthodes spéciales, spécifiques à certains caractères). Ces techniques spéciales ne sont toutefois pas exécutées en temps réel. Une fois le film exécuté avec succès, une cinématique prend place. Le joueur doit soit remplir une barre d’un niveau spécifique, soit appuyer sur les boutons illustrés dans le coin de l’écran plus rapidement que leur adversaire pour que l’attaque soit à son maximum. Tous les personnages peuvent utiliser le jutsu de substitution, bien que certains personnages utilisent des versions différentes (il existe deux variantes de substitution: une qui échappe aux attaques normales et une autre qui entame un bras de fer.comme un mini-jeu après avoir jonglé avec un adversaire).